# Quthing (ciudad)
Quthing, también conocida como Moyeni (en sesotho, "lugar del viento"), es una circunscripción y la capital o ciudad campestre del distrito Quthing, en Lesoto. Quthing fue fundada en 1877, se abandonó durante la Guerra del arma de 1880, y luego fue reconstruida en su actual emplazamiento. Es la ciudad más austral de Lesoto. Tenía una población de aproximadamente 15 000 habitantes en 2004, cifra que ascendía hasta los 27 314, según el censo de 2016.
Moyeni se divide en dos zonas, Bajo Moyeni y Alto Moyeni. El Bajo Moyeni se utiliza principalmente con fines comerciales y residenciales, mientras que el Alto Moyeni tiene sobre todo fines administrativos y de residencia de funcionarios gubernamentales.
La población del distrito de Quthing es muy heterogénea y habla distintos idiomas.
Durante el reinado del rey Moshoeshoe, el monarca asignó esta parte del país principalmente al pueblo baphuthi liderado por el rey Moorosi. Éste murió en el monte Moorosi en 1879, en una guerra contra la Colonia del Cabo.
Cerca de Quthing se encuentran impresionantes pinturas rupestres y rupestres, que fueron creadas por el pueblo san, que vivía en la zona. Quthing se encuentra en la parte sur de Lesotho y limita con la provincia del Cabo Oriental en Sudáfrica. El río Senqu atraviesa el distrito de Quthing en su largo viaje hacia el Océano Atlántico. El puesto fronterizo entre Lesotho y Sudáfrica se llama Tele Bridge.